# 丈部路祖父麻呂

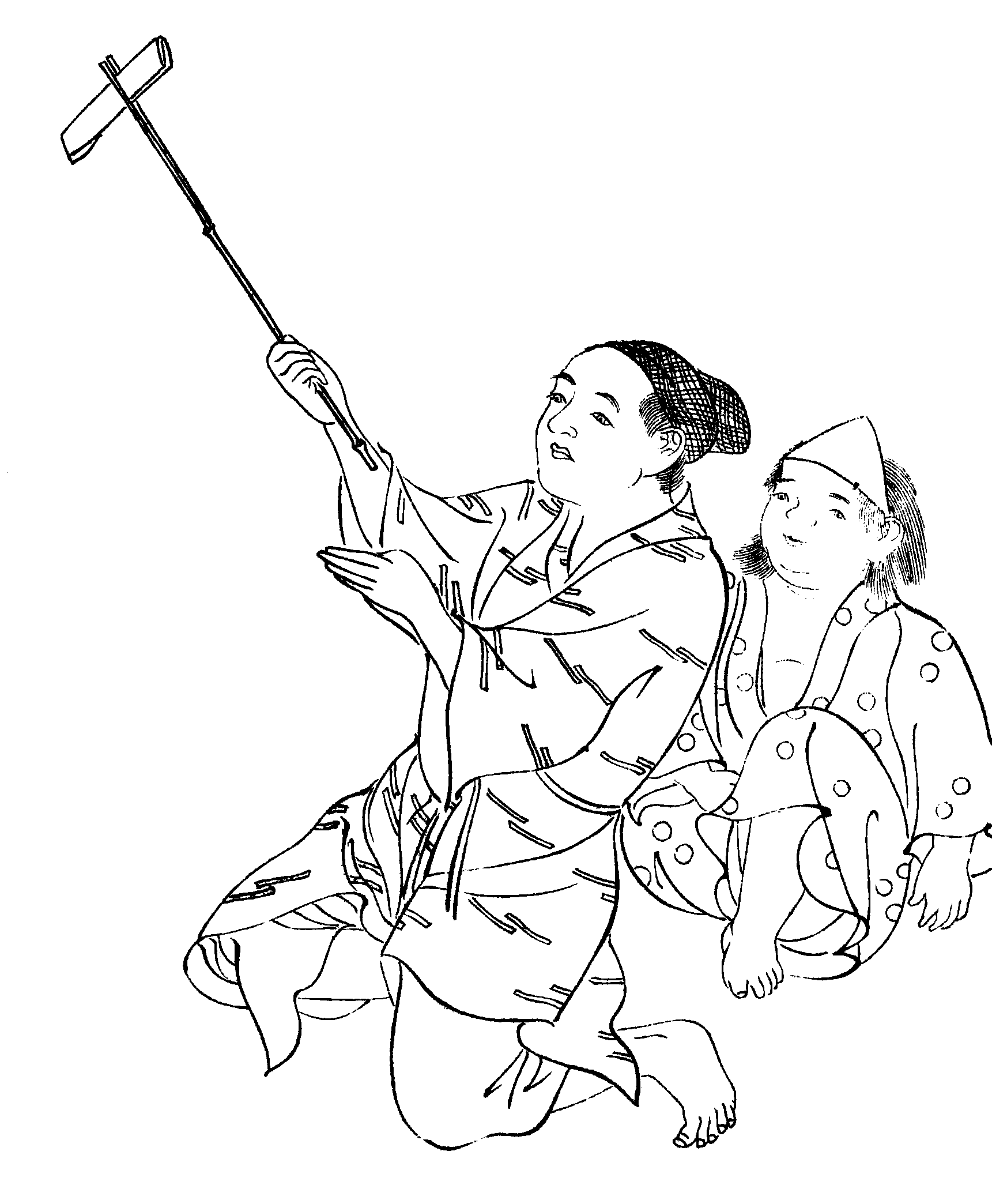
丈部路祖父麻呂（『前賢故実』より）

丈部路 祖父麻呂（はせつかべ の みち の おおじまろ、和銅2年（709年） - 没年不詳）は、奈良時代の下級官吏の息子。

## 記録
『続日本紀』巻第十七によると、大蔵省漆部司（ぬりべのつかさ）の令史（さかん）で従八位上の丈部路忌寸石勝（はせつかべ の みち の いみき いわかつ）が、泰犬麻呂とともに漆を盗んで転売し、発覚して流罪の判決を受けた。
石勝には3人の息子がいた。上から祖父麻呂（おおじまろ）、安頭麻呂（あずまろ）、乙麻呂（おとまろ）である。
「官奴」とは、官有の奴隷であり、「上陳」とは官司に申し出ること。「公式令」により、律令制下でも庶人も天皇に上表することができた。ただし、その場合は、文末に「死罪謹言」とつけなければならなかったという。
「名例律」では、皇族や高級役人の裁判では特権が設けられていたが、八位以下の役人や庶民にはそのような特典はつけられてはいなかった。つまり、兄弟たちが「判決の変更を願い出た」というのは、命がけの行動にほかならなかったわけなのである。
刑の赦免、軽減は天皇の特権であり、この訴えは、元正天皇の手元に無事届いた。なお、流罪・死罪は太政官で審議して、書類を天皇に回覧することになってもいた。
天皇は、以下のように詔した。
犬麻呂の場合は、家族が都に住んでいなかったため、赦免の対象にはならなかった。
以上、720年（養老4年6月）の出来事である。
それから一月後、